# На Западном фронте без перемен (фильм, 1979)
«На За́падном фро́нте без переме́н» (англ. All Quiet On The Western Front) — телевизионный художественный фильм, экранизация одноимённого романа Эриха Марии Ремарка.

## Сюжет
Фильм повествует о событиях времён Первой мировой от лица солдата-добровольца Пауля Боймера, которому поначалу война кажется увлекательным приключением, однако после пережитого на фронте и гибели товарищей его мнение кардинально меняется.

## Художественные особенности
В фильме иногда используются сюжетные ходы предыдущей экранизации романа (так, смерти Пауля способствовала его любовь к прекрасному в природе: бабочкам — в фильме 1930 года, птицам — в этом), а также цитаты из неё, например, в сцене одной из атак французов на немецкие окопы у атакующего солдата взрывом отрывает руки, которые остаются висеть на колючей проволоке, ухватившись за неё (в данном фильме показана одна рука).

## В ролях
- Ричард Томас — Пауль Боймер
- Дональд Плезенс — Канторек
- Эрнест Боргнайн — Станислав Катчинский
- Иэн Холм — Химмельштос
- Патриция Нил — мать Пауля
- Эван Стюарт — Детеринг

## Награды и номинации
Полный перечень наград и номинаций — на сайте IMDB.
| Премия         | Категория                                                              | Имя                            | Результат |
| -------------- | ---------------------------------------------------------------------- | ------------------------------ | --------- |
| Золотой глобус | Лучший мини-сериал или фильм на ТВ                                     |                                | Победа    |
| Эмми           | Лучший телевизионный фильм (драма или комедия)                         | Норман Розмонт, Мартин Старгер | Номинация |
| Эмми           | Лучший режиссёр мини-сериала или фильма на ТВ                          | Делберт Манн                   | Номинация |
| Эмми           | Лучший актёр второго плана мини-сериала или фильма на ТВ               | Эрнест Боргнайн                | Номинация |
| Эмми           | Лучшая актриса второго плана мини-сериала или фильма на ТВ             | Патриция Нил                   | Номинация |
| Эмми           | Лучший монтаж для мини-сериала или фильма на ТВ                        | Билл Бланден, Алан Паттилло    | Победа    |
| Эмми           | Лучшая работа художника-постановщика для мини-сериала или фильма на ТВ | Джон Столл, Карел Вачек        | Номинация |
| Эмми           | Лучшие спецэффекты                                                     | Рой Уайбрау                    | Номинация |